# Чайкин, Иван Васильевич
Иван Васильевич Ча́йкин (1916—1993) — хозяйственный деятель, Герой Социалистического Труда (1966).

## Биография
Родился в крестьянской семье, карел. После окончания в 1927 году школы в д. Юргелица, работал в Олонецком леспромхозе.
Участник Великой Отечественной войны.
В 1946—1949 годах работал в Олонецком городском совете заведующим жилищно-коммунальным отделом.
В 1949—1958 годах — председатель колхоза им. В. М. Молотова в д. Юргелица.
С 1959 года до выхода на пенсию в 1968 году работал бригадиром комплексной бригады совхоза «Олонецкий», бригадиром Юргелицкой бригады совхоза «Мегрегский» Олонецкого района.
Избирался депутатом Верховного Совета СССР VII созыва.